# طملاي
طملاي، قرية رئيسية تابعة لمركز منوف التابع لمحافظة المنوفية في جمهورية مصر العربية.

## التاريخ
قرية طملاي من القرى القديمة، حيث وردت باسم «طملاهه» في أعمال جزيرة بني نصر ضمن قرى الروك الصلاحي التي أحصاها ابن مماتي في كتاب قوانين الدواوين، كما وردت باسم «طملاهه» في أعمال جزيرة بني نصر ضمن قرى الروك الناصري التي أحصاها ابن الجيعان في كتاب «التحفة السنية بأسماء البلاد المصرية». وفي العصر العثماني وردت باسم «طملاها» في التربيع العثماني الذي أجراه الوالي العثماني سليمان باشا الخادم في عصر السلطان العثماني سليمان القانوني ضمن قرى ولاية جزيرة بني نصر، وفي تاريخ 1228هـ/1813م الذي عدّ قرى مصر بعد المسح الذي قام به محمد علي باشا باسم «طملاي» ضمن قرى مديرية المنوفية.

## السكان
بلغ عدد سكان طملاي 17,764 نسمة، حسب الإحصاء الرسمي لعام 2006.